# 穆恰
穆恰（義大利語：Muccia），是意大利马切拉塔省的一个市镇。总面积25平方公里，人口926人，人口密度37.0人/平方公里（2009年）。ISTAT代码为043034。